# Sacy (Marne)
Pour les articles homonymes, voir Sacy.
Sacy est une commune française, située dans le département de la Marne en région Grand Est. Elle est traversée par la route touristique du Champagne de la montagne de Reims.

## Géographie

### Localisation
Sacy se trouve au nord-ouest du département de la Marne, en région Grand Est. La commune appartient à la région agricole du Tardenois.
La commune de Sacy s'étend sur une superficie de 556 hectares, au sein du parc naturel régional de la Montagne de Reims. Sur son territoire, l'altitude varie de 89 à 259 mètres. Au sud-ouest, le Bois de la Fosse s'élève à plus de 250 mètres. L'altitude diminue ensuite en direction de l'agglomération rémoise, au nord-est. Le village de Sacy se trouve au centre de la commune, entre 120 et 150 mètres d'altitude, sur les coteaux du versant nord de la Montagne de Reims.
Par la route, Sacy se situe à 50 km de Châlons-en-Champagne, préfecture du département, à 14 km de Reims, sous-préfecture, et à 30 km de Fismes, bureau centralisateur du canton de Fismes-Montagne de Reims dont dépend Sacy depuis 2015. La commune fait en outre partie du bassin de vie de Reims.
Sacy est limitrophe de 6 communes :
| Ville-Dommange | Les Mesneux | Bezannes |
| Courmas        | Sacy        | Écueil   |
| Marfaux        | Écueil      | Écueil   |

### Hydrographie
La commune est dans la région hydrographique « la Seine du confluent de l'Oise (inclus) à l'embouchure » au sein du bassin Seine-Normandie. Elle n'est drainée par aucun cours d'eau,.

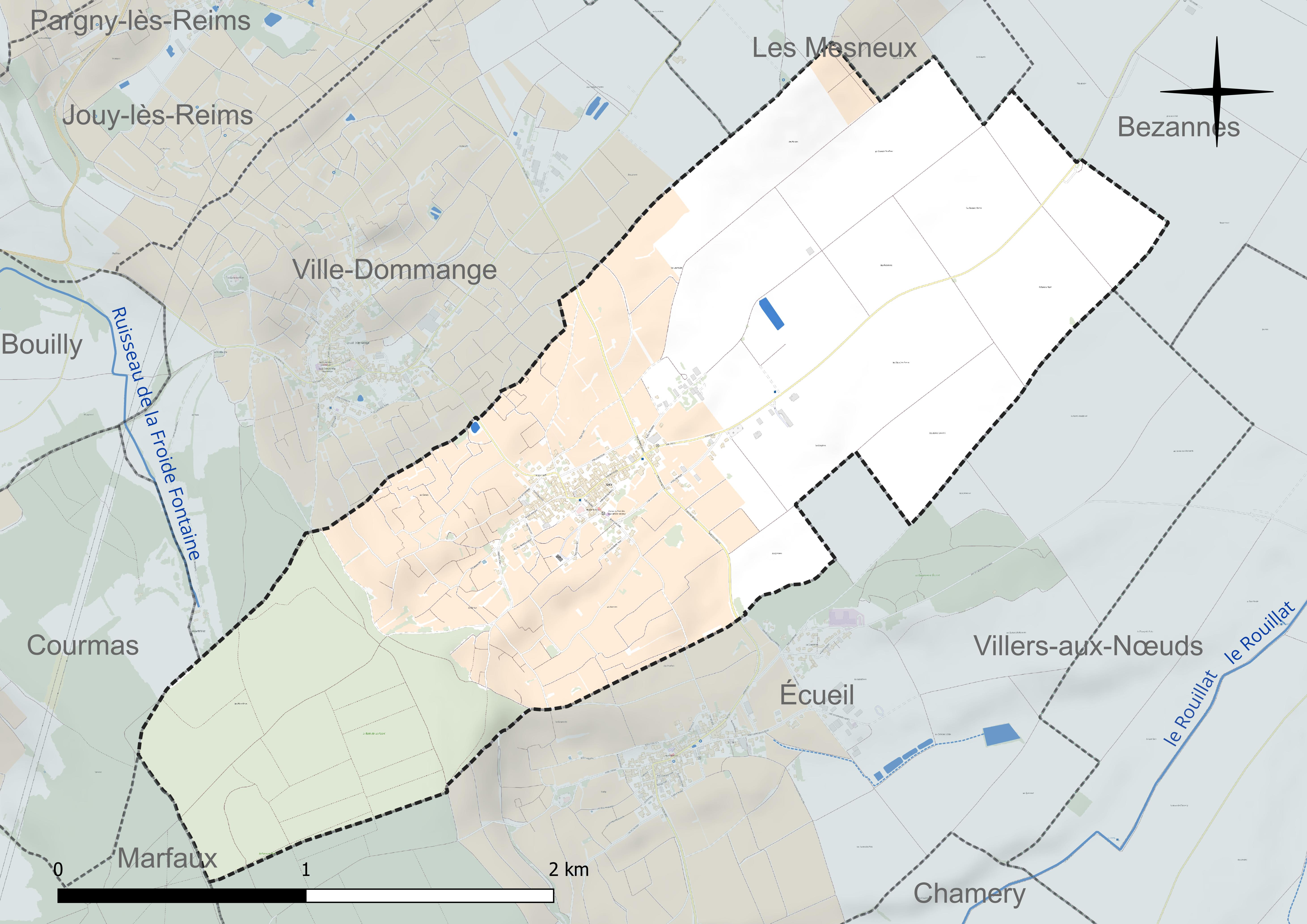
Réseau hydrographique de Sacy.

### Climat
Pour des articles plus généraux, voir Climat du Grand Est et Climat de la Marne.
En 2010, le climat de la commune est de type climat océanique dégradé des plaines du Centre et du Nord, selon une étude du Centre national de la recherche scientifique s'appuyant sur une série de données couvrant la période 1971-2000. En 2020, Météo-France publie une typologie des climats de la France métropolitaine dans laquelle la commune est exposée à un climat océanique altéré et est dans la région climatique  Nord-est du bassin Parisien, caractérisée par un ensoleillement médiocre, une pluviométrie moyenne régulièrement répartie au cours de l’année et un hiver froid (3 °C). 
Pour la période 1971-2000, la température annuelle moyenne est de 10,8 °C, avec une amplitude thermique annuelle de 16,6 °C. Le cumul annuel moyen de précipitations est de 713 mm, avec 11,5 jours de précipitations en janvier et 7,9 jours en juillet. Pour la période 1991-2020, la température moyenne annuelle observée sur la station météorologique de Météo-France la plus proche, « Chambrecy-Civc », sur la commune de Chambrecy à 9 km à vol d'oiseau, est de 10,7 °C et le cumul annuel moyen de précipitations est de 734,0 mm. 
La température maximale relevée sur cette station est de 40,3 °C, atteinte le 25 juillet 2019 ; la température minimale est de −22,1 °C, atteinte le 17 janvier 1985,,. 
Les paramètres climatiques de la commune ont été estimés pour le milieu du siècle (2041-2070) selon différents scénarios d'émission de gaz à effet de serre à partir des nouvelles projections climatiques de référence DRIAS-2020. Ils sont consultables sur un site dédié publié par Météo-France en novembre 2022.

## Urbanisme

### Typologie
Au 1er janvier 2024, Sacy est catégorisée commune rurale à habitat dispersé, selon la nouvelle grille communale de densité à sept niveaux définie par l'Insee en 2022.
Elle est située hors unité urbaine. Par ailleurs la commune fait partie de l'aire d'attraction de Reims, dont elle est une commune de la couronne,. Cette aire, qui regroupe 294 communes, est catégorisée dans les aires de 200 000 à moins de 700 000 habitants,.

### Occupation des sols
L'occupation des sols de la commune, telle qu'elle ressort de la base de données européenne d’occupation biophysique des sols Corine Land Cover (CLC), est marquée par l'importance des territoires agricoles (80,1 % en 2018), une proportion sensiblement équivalente à celle de 1990 (79,7 %). La répartition détaillée en 2018 est la suivante : 
terres arables (46 %), cultures permanentes (33,9 %), forêts (19,9 %), prairies (0,2 %). L'évolution de l’occupation des sols de la commune et de ses infrastructures peut être observée sur les différentes représentations cartographiques du territoire : la carte de Cassini (XVIIIe siècle), la carte d'état-major (1820-1866) et les cartes ou photos aériennes de l'IGN pour la période actuelle (1950 à aujourd'hui).

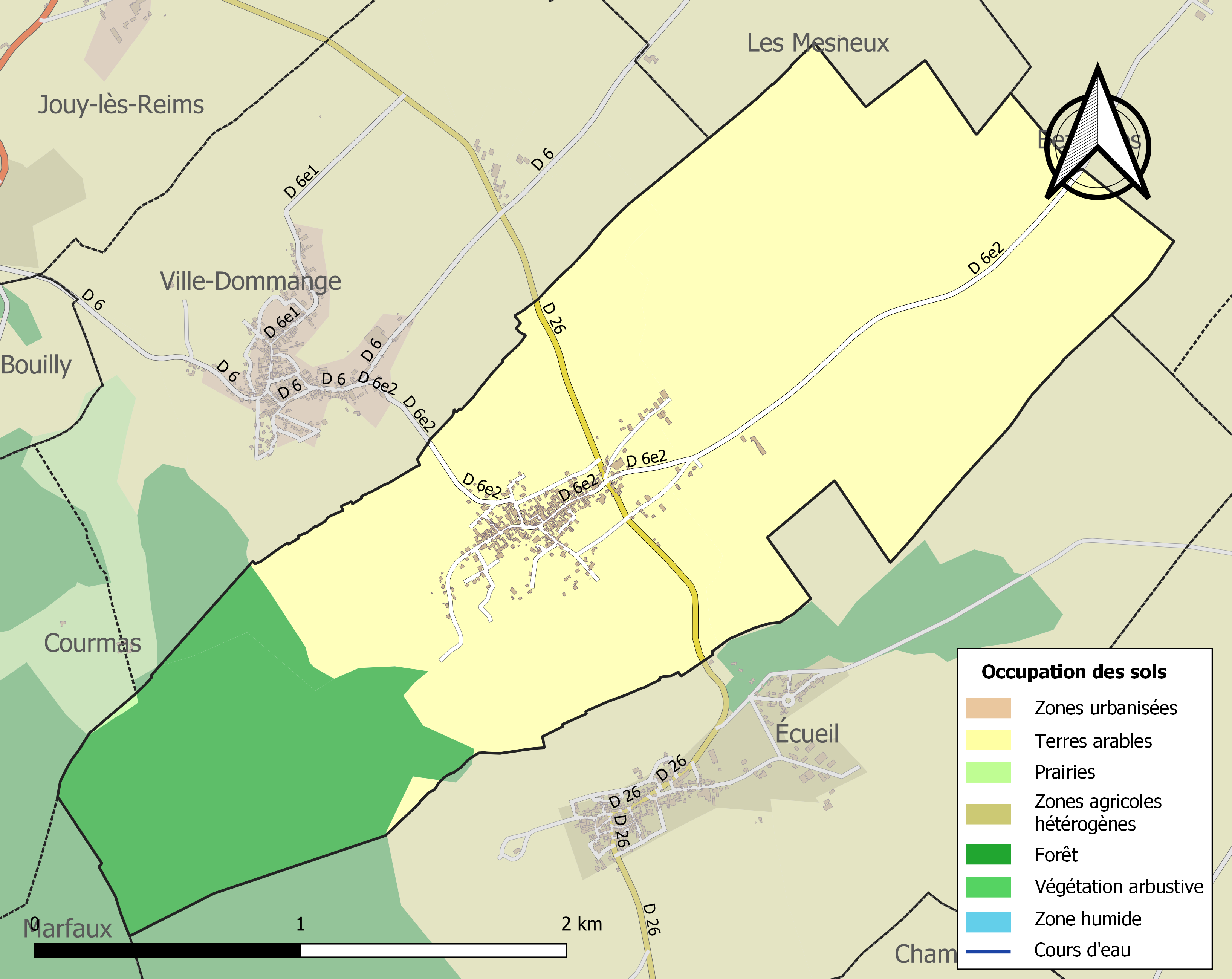
Carte des infrastructures et de l'occupation des sols de la commune en 2018 (CLC).

## Toponymie
Le nom de la localité est attesté sous les formes Saciacus, Saceius (vers 850) ; Saciacum (987-996) ; Satiacum (commencement du XIe siècle) ; Sacheium (1154) ; Satiacum (1215) ; Sacy (vers 1222) ; Saceyum (1226) ; Sacé (vers 1263) ; Sacy en la Montaigne ; Sacy-en-la-Montaigne de Reims (1384) ; Sacy in Montana (1401) ; Sassy (1442).

Sacy tient son nom du latin sacis ou Sacéeuim qui veut dire : « eau salutaire ou médicinale ». Déjà les Romains appréciaient la commune pour son eau ferrugineuse, ensuite ce fut l’évêque de Reims qui à son tour faisait venir de l’eau de Sacy[réf. nécessaire].

## Histoire

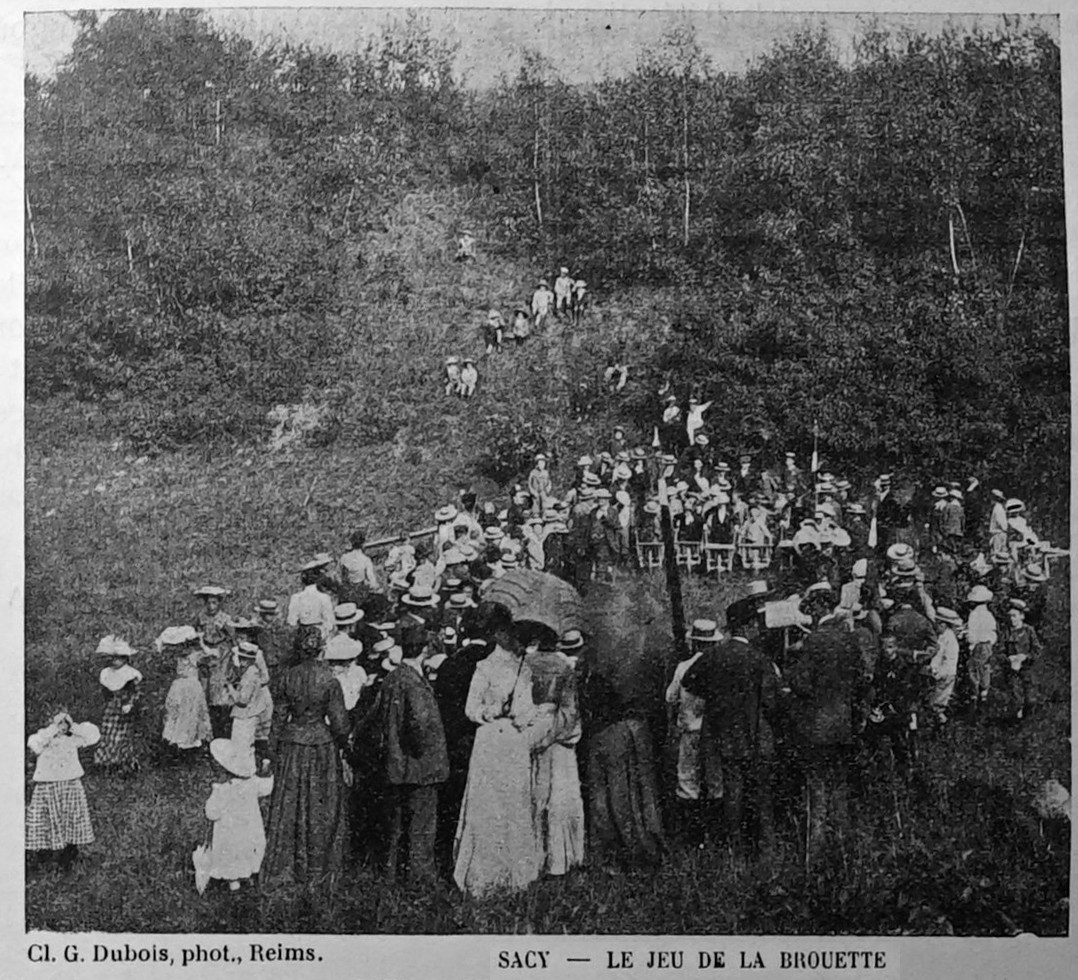
Fête de village en 1904.

La paroisse de Sacy est rattachée à l'abbaye Saint- Remi de Reims dès le Moyen Âge.

### Décorations françaises
Croix de guerre 1914-1918 : 30 mai 1921

## Politique et administration

### Rattachements administratifs
Le village dépend des subdivisions administratives suivantes :
- Historiquement, la commune appartenait au canton de Ville-en-Tardenois. Dans le cadre du redécoupage cantonal de 2014 en France, la commune fait désormais partie du canton de Fismes-Montagne de Reims ;
- arrondissement de Reims ;
- communauté urbaine du Grand Reims depuis le 1er janvier 2017 ;
- collège de Gueux ;
- gendarmerie de Gueux.

## Économie

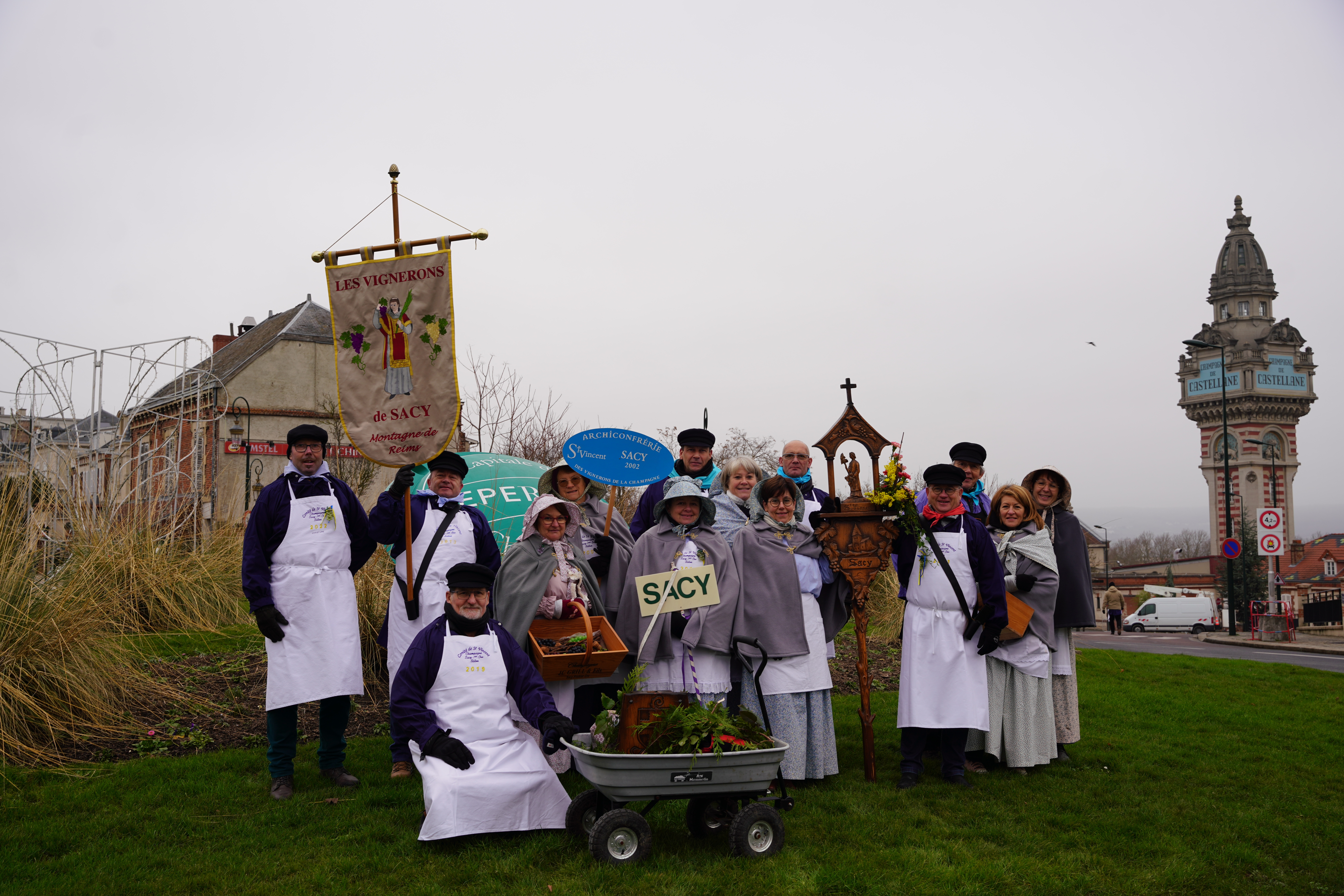
Confrérie de vignerons lors de la st-Vincent.

Sacy est une commune de l’appellation Champagne.
Au cœur de la Montagne de Reims, elle est traversée par la route touristique du Champagne.
Le village possède près de 150 hectares de vignes pour 78 exploitants. Voici la répartition des cépages : chardonnay : 10 % ; pinot meunier : 40 % ; pinot noir : 50 %.

## Démographie
Ses habitants sont appelés les Saceins et Saceiennes, ou Sacéens et Sacéennes.
L'évolution du nombre d'habitants est connue à travers les recensements de la population effectués dans la commune depuis 1793. Pour les communes de moins de 10 000 habitants, une enquête de recensement portant sur toute la population est réalisée tous les cinq ans, les populations de référence des années intermédiaires étant quant à elles estimées par interpolation ou extrapolation. Pour la commune, le premier recensement exhaustif entrant dans le cadre du nouveau dispositif a été réalisé en 2007.

En 2022, la commune comptait 370 habitants, en évolution de −1,33 % par rapport à 2016 (Marne : −1,19 %, France hors Mayotte : +2,11 %).
| 1793 | 1800 | 1806 | 1821 | 1831 | 1836 | 1841 | 1846 | 1851 |
| ---- | ---- | ---- | ---- | ---- | ---- | ---- | ---- | ---- |
| 471  | 574  | 468  | 396  | 431  | 432  | 432  | 401  | 406  |

| 1856 | 1861 | 1866 | 1872 | 1876 | 1881 | 1886 | 1891 | 1896 |
| ---- | ---- | ---- | ---- | ---- | ---- | ---- | ---- | ---- |
| 402  | 400  | 370  | 358  | 374  | 364  | 415  | 420  | 408  |

| 1901 | 1906 | 1911 | 1921 | 1926 | 1931 | 1936 | 1946 | 1954 |
| ---- | ---- | ---- | ---- | ---- | ---- | ---- | ---- | ---- |
| 416  | 412  | 396  | 347  | 356  | 366  | 332  | 340  | 335  |

| 1962 | 1968 | 1975 | 1982 | 1990 | 1999 | 2006 | 2007 | 2012 |
| ---- | ---- | ---- | ---- | ---- | ---- | ---- | ---- | ---- |
| 376  | 366  | 357  | 363  | 355  | 344  | 366  | 369  | 381  |

| 2017 | 2022 | - | - | - | - | - | - | - |
| ---- | ---- | - | - | - | - | - | - | - |
| 371  | 370  | - | - | - | - | - | - | - |

## Lieux et monuments
- L’église Saint-Rémy d’architecture romane fortifiée date du XIIe siècle. Elle est classée aux Monuments historiques depuis le 10 décembre 1919[25]. Parmi ses éléments remarquables, on trouve[26] :
  - Statue : Vierge à l'Enfant assise (XIVe siècle):  sainte Anne portant sa fille Marie et son petit-fils Jésus

  - 2 statues d'Ange (XVe siècle)

  - Tribune d'orgue en bois sculpté (XVe siècle) : Tribune  et escalier des orgues. Panneaux ajourés avec écussons et têtes aux pendentifs. Œuvre détruite : incendiée en 1914-1918. Provient de l'église Saint-Pierre-le-Vieil, à Reims.

  - Abside voûtée en cul-de-four au sud du chevet (XIe siècle et XIIe siècle)

  - Nef voûtée d'arêtes et flanquée de collatéraux remaniée (XVe siècle) et voûtée d'ogives (XIXe siècle)

  - Tour carrée à la croisée du transept

  - Flèche élevée
- Le mur de clôture de l'ancien cimetière entourant l'église est également classé, depuis le 24 septembre 1931 ;
- Le château de Sacy, salon de danse pour les libérateurs américains, inhabité depuis 1996, est racheté pour devenir un hôtel ;
- La fontaine ;
- Le lavoir (XVIIe siècle).

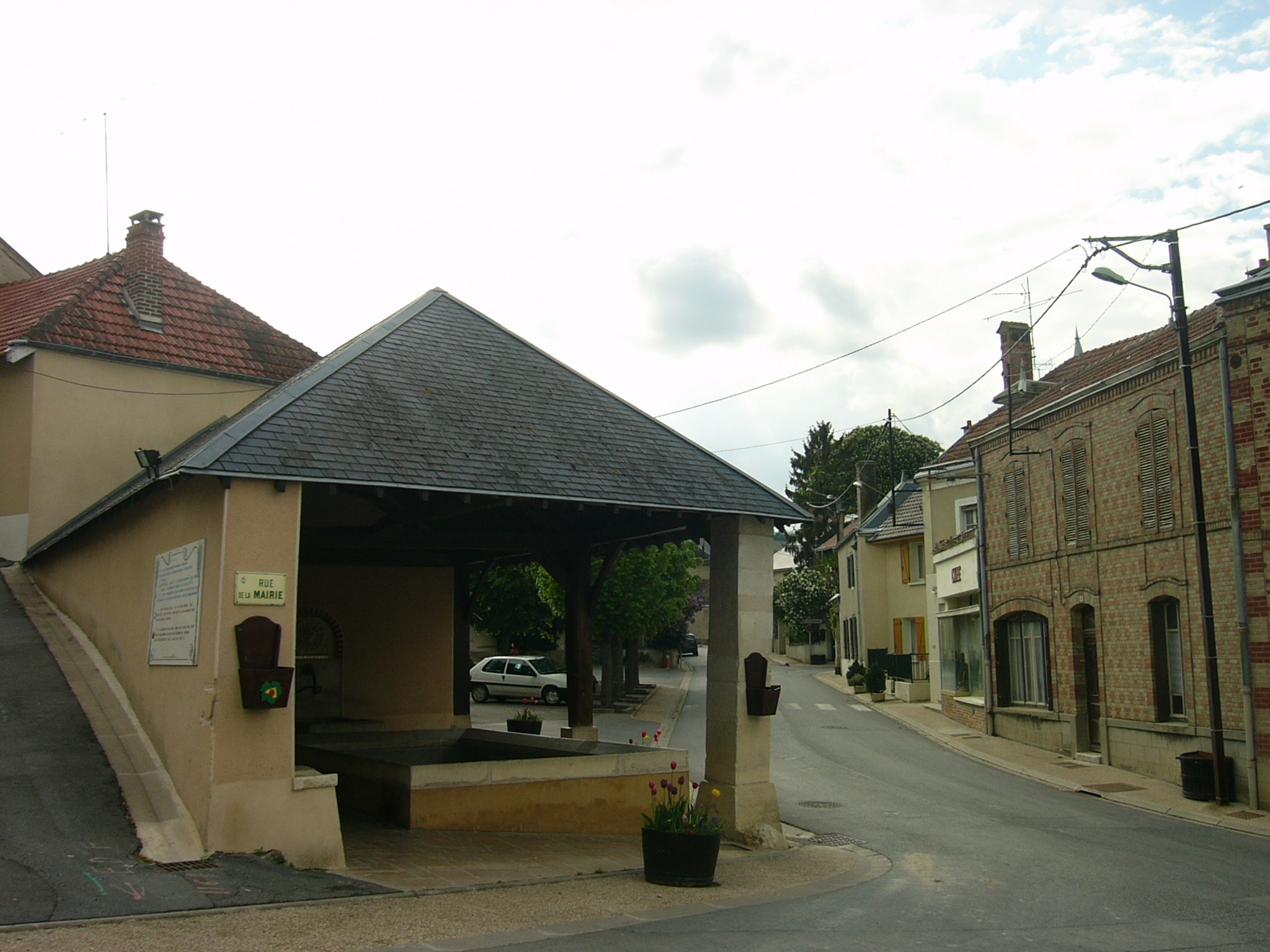
Le lavoir de Sacy.
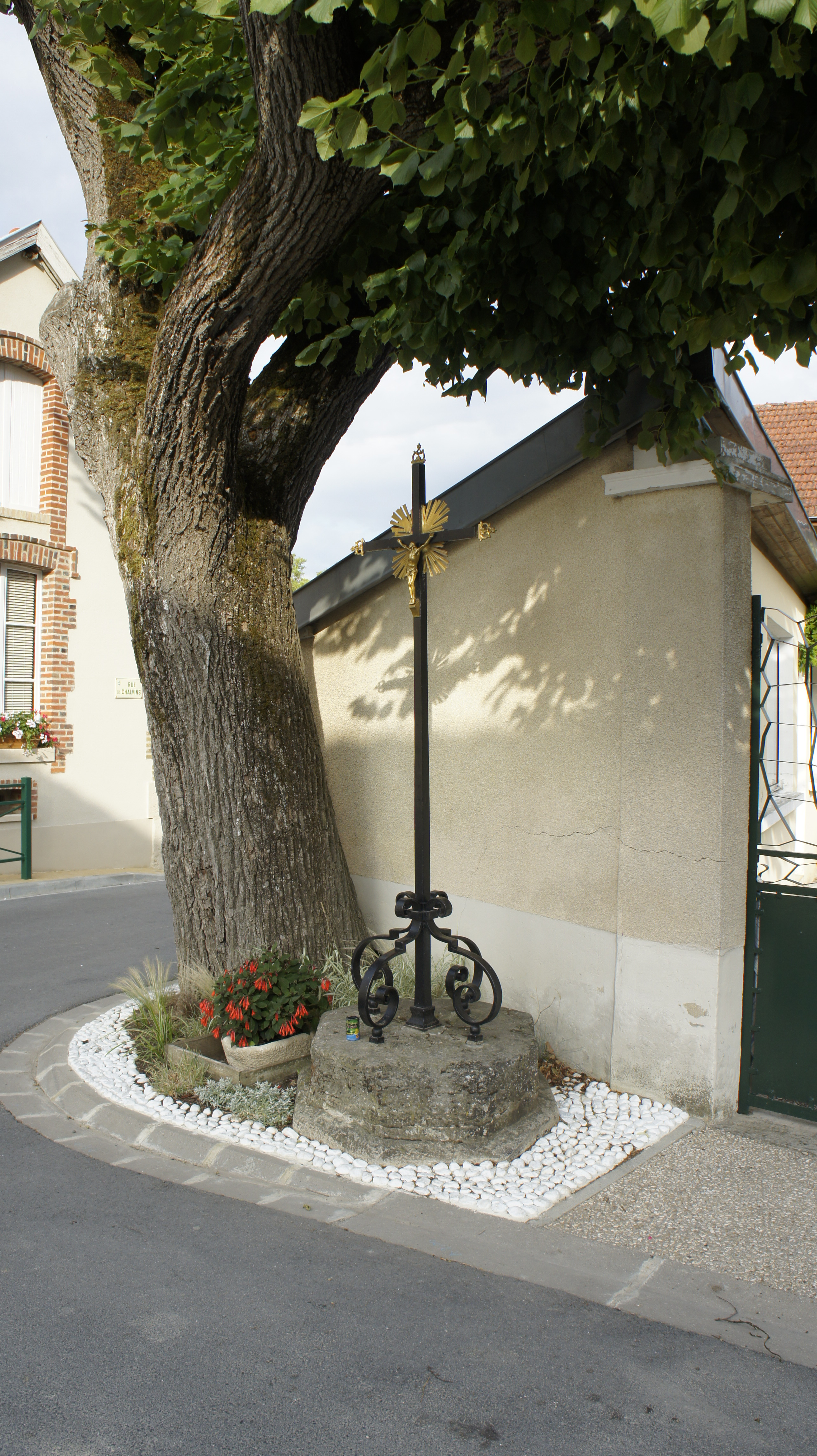
Une croix de chemin.
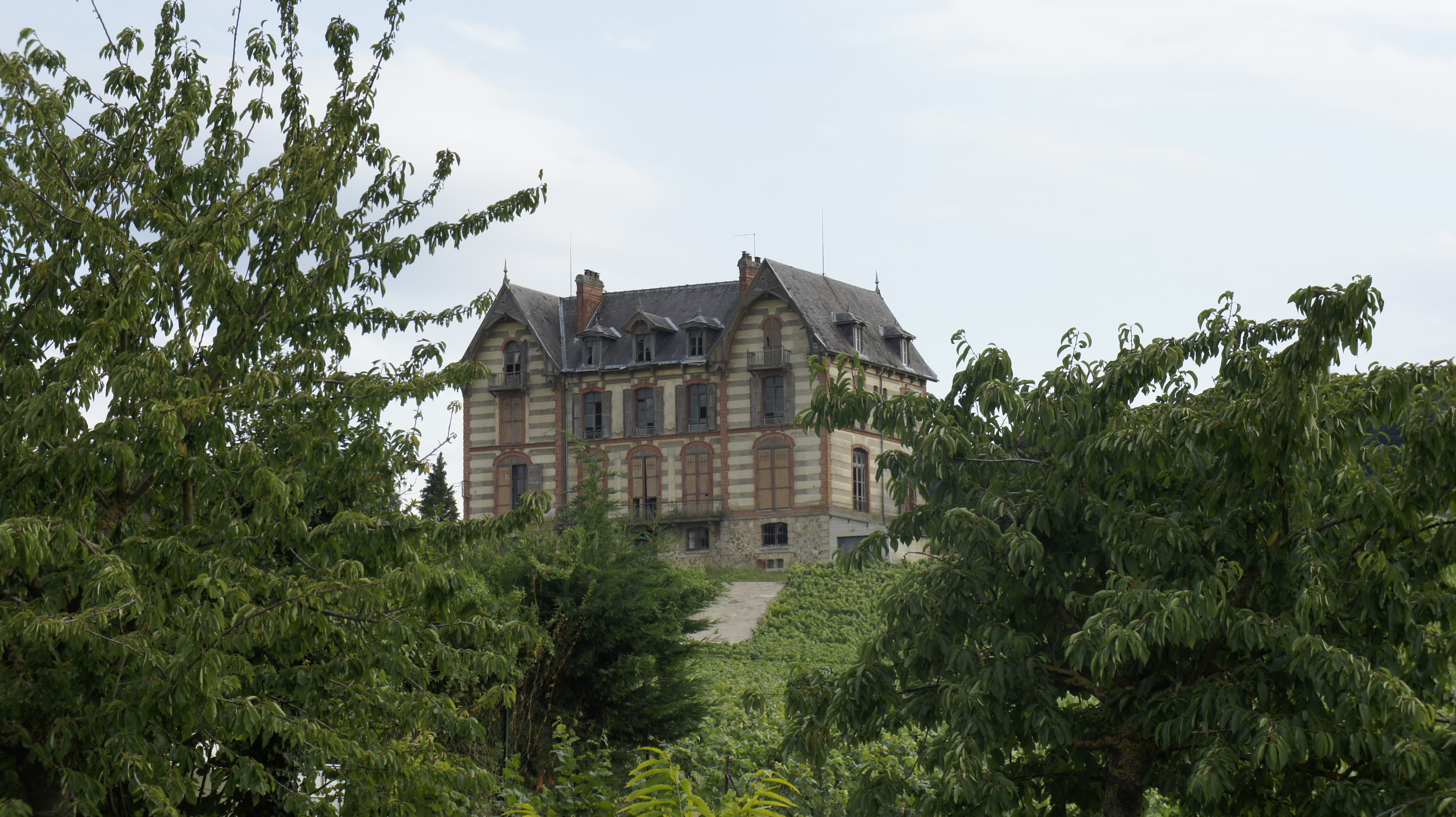
La Maison Mennesson par Paul Gosset.
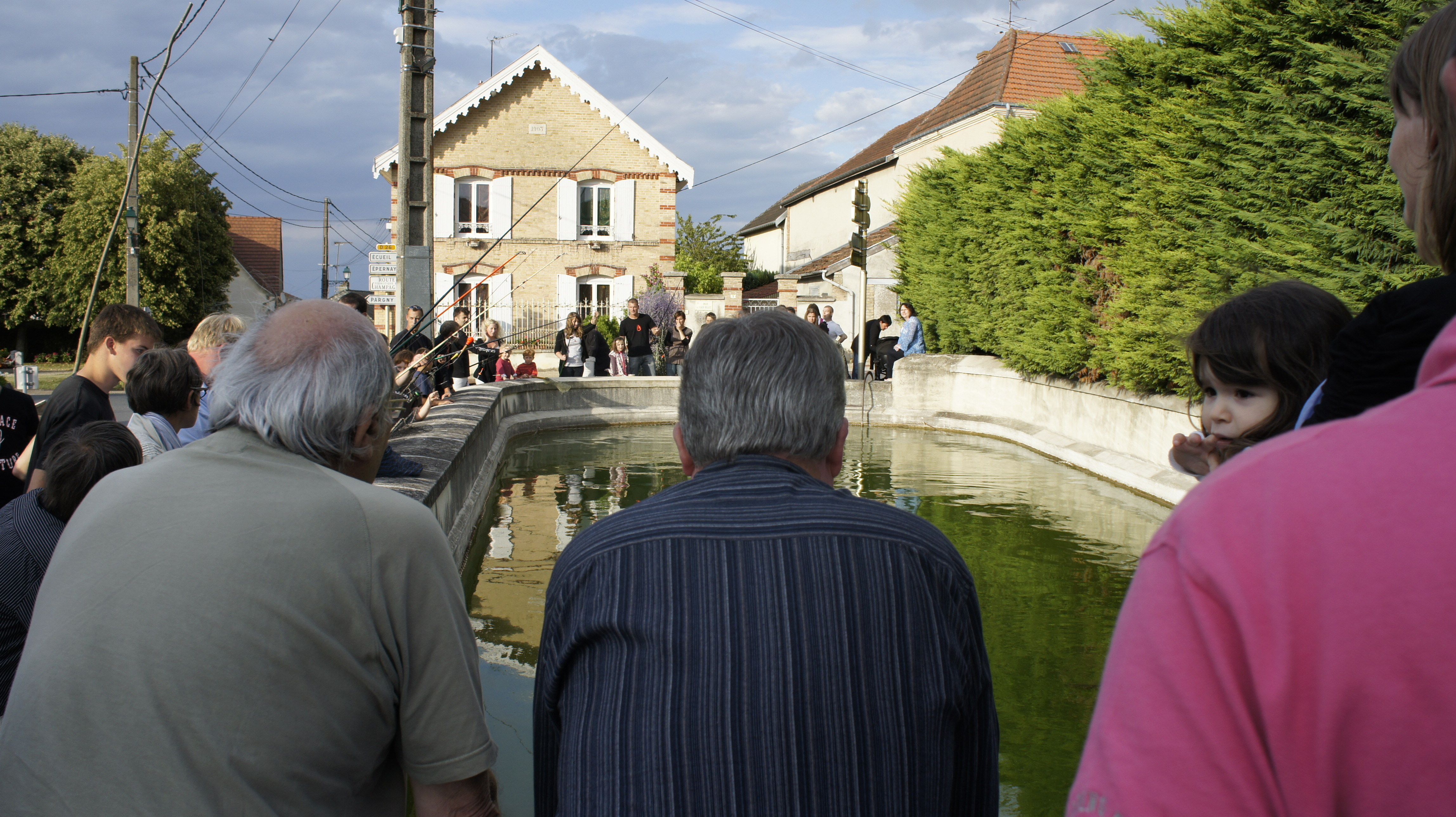
Le Gué.

## Sources